# Altica longicollis
Altica longicollis är en skalbaggsart som först beskrevs av Allard 1860.  Altica longicollis ingår i släktet Altica, och familjen bladbaggar. Arten är reproducerande i Sverige.